# Enguerrand VI. de Coucy
Enguerrand VI. de Coucy (* 1313; † 1346 bei Crécy) war ein Herr (Sire) von Coucy, Marle, La Fère, Oisy und Montmirail aus dem Haus Gent. Er war ein Sohn von Guillaume und dessen Ehefrau, Isabelle de Châtillon.

Wappen Enguerrands VI. von Coucy

Auf Veranlassung König Philipps VI. heiratete Enguerrand im November 1338 die deutsche Adlige Katharina von Österreich, eine Tochter des Herzogs Leopold I. von Österreich. Diese Ehe diente der Bündnispolitik des Königs von Frankreich, der für den im Jahr zuvor ausgebrochenen Konflikt mit England (Hundertjähriger Krieg) Verbündete unter den deutschen Fürsten suchte. Die Braut brachte eine sehr hohe, sowohl von ihrem Vater als auch vom französischen König gestellte Mitgift in die Ehe.
1339 belagerten die Engländer unter Sir John Chandos die Burg von Oisy, die aber von Enguerrands Burgverwalter erfolgreich verteidigt werden konnte. Er selbst verteidigte erfolgreich mit den königlichen Truppen Tournai. Im Jahr 1346 nahm er an einem Feldzug des Herzogs Johann von Normandie in die Guyenne teil und fiel wenig später im Kampf, vermutlich in den Scharmützeln vor oder in der Schlacht bei Crécy selbst. Bestattet wurde er in der Abtei Ourscamp.
Aus seiner Ehe hinterließ er einen noch unmündigen Sohn, Enguerrand, für den dessen Mutter wie auch der königliche Ratsherr Jean de Nesle, Herr von Offemont, die Vormundschaft übernahmen. Katharina von Österreich heiratete 1348 in zweiter Ehe den Grafen Konrad II. von Hardegg, starb aber schon 1349 an der Pest.